# (1070) Tunica
(1070) Tunica – planetoida należąca do zewnętrznej części pasa głównego asteroid okrążająca Słońce w ciągu 5 lat i 296 dni w średniej odległości 3,23 au. Została odkryta 1 września 1926 roku w Landessternwarte Heidelberg-Königstuhl w Heidelbergu przez Karla Reinmutha. Nazwa planetoidy pochodzi od tunici popularnej nazwy goździcznika. Przed nadaniem nazwy planetoida nosiła oznaczenie tymczasowe (1070) 1926 RB.